# Txetxu Rojo

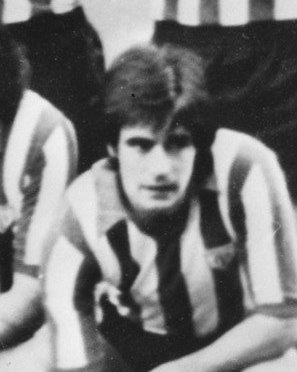

 José Francisco Rojo Arroita mais conhecido como Txetxu Rojo (Bilbao, 28 de janeiro de 1947 – 23 de dezembro de 2022), foi um futebolista e treinador espanhol.
Durante sua carreira, o atacante jogou apenas para o Athletic Bilbao, em um período profissional que durou quase vinte anos. Ele era um dos jogadores mais emblemáticos do clube, e depois também trabalhou como treinador com a equipe.

## Carreira
Atuou nas categorias de base do Athletic Club até 1965, ano em que foi promovido ao time principal.
Fez sua estreia na primeira divisão espanhola, em 26 de setembro de 1965, na derrota por 1x0 frente ao Córdoba.
Com o Athletic, conquistou o título da Copa del Rey em 1969 e 1973.
Em 1982, encerrou sua carreira como jogador profissional, para tornar-se treinador. Em sua partida de despedida o Athletic realizou partida contra a Inglaterra. Ao todo foram 541 partidas com a camisa do Athletic, o que fez dele o terceiro jogador que mais atuou no time basco. Em 1986, retornou ao Athletic, porém, para treinar a equipe B, do time de Bilbao. Encerrou sua carreia em 2005, após treinar o Rayo Vallecano.

## Morte
Rojo morreu em 23 de dezembro de 2022, aos 75 anos de idade.

## Títulos
Athletic
- Copa del Rey: 1969, 1973[3]